# Попандос (Во все тяжкие)
«Попандос» (англ. Grilled) — второй эпизод второго сезона американского драматического телесериала «Во все тяжкие» и девятый во всём сериале. Автор сценария — Джордж Мастрас, режиссёр — Чарльз Хейд.

## Сюжет
После похищения обезумевшим Туко, Уолт и Джесси находятся в плену в убежище в пустыне, где Туко заботится о своём больном дяде, Гекторе Саламанке. Гектор когда-то был наркобароном, но сейчас стал инвалидом из-за инсульта. Может общаться при помощи настольного звонка. Хэнк и ОБН накрыли всю организацию Туко, и он считает, что один из его сообщников предал его.
Уолт безуспешно пытается скормить Туко яд, который он приготовил. Хэнк, между тем, использует немного свободного времени, чтобы отыскать Уолта. Скайлер сильно беспокоится и распространяет листовки с фотографией Уолта. Хэнк вспоминает, что Джесси Пинкман был источником марихуаны для Уолта, и пытается разыскать его. При помощи звонка для общения, немой дядя инвалид-колясочник предупреждает Туко о том, что его пленники что-то задумали. Туко выводит Джесси наружу и планирует убить. В ходе словесной перепалки и последующей перестрелки Уолту и Джесси удаётся ранить Туко и сбежать. Хэнк оказывается близ места происшествия в поисках Джесси и противостоит Туко. Происходит короткая перестрелка, Хэнк стреляет в Туко и убивает его.

## Производство
Сценарий к эпизоду написал Джордж Мастрас, а режиссёром стал Чарльз Хейд. Премьера состоялась на канале AMC в США и Канаде 15 марта 2009 года.

## Реакция
«Попандос» получил хорошие отзывы от критиков. Сет Амитин из IGN раскритиковал эпизод за продление входа Уолта и Джесси в наркобизнес. Он дал эпизоду оценку 8.9/10.